# Croft Circuit
Der Croft Circuit ist eine Motorsport-Rennstrecke etwa 8 km südlich von Darlington und 3 km südlich der Ortschaft Croft-on-Tees in North Yorkshire, England. Die Strecke ist einer der ältesten Motorsport-Rundkurse in England.

## Lage
Wie viele andere Rennstrecken in England befindet sich auch der Croft Circuit auf dem Gelände eines ehemaligen RAF-Flugplatzes, neben der Strecke befindet sich Ackerland. Aufgrund der Vergangenheit des Geländes befinden sich dort noch Überreste einiger militärischen Einrichtungen. Einige Zuschauerbänke bieten eine gute Übersicht über den gesamten Kurs.

## Geschichte

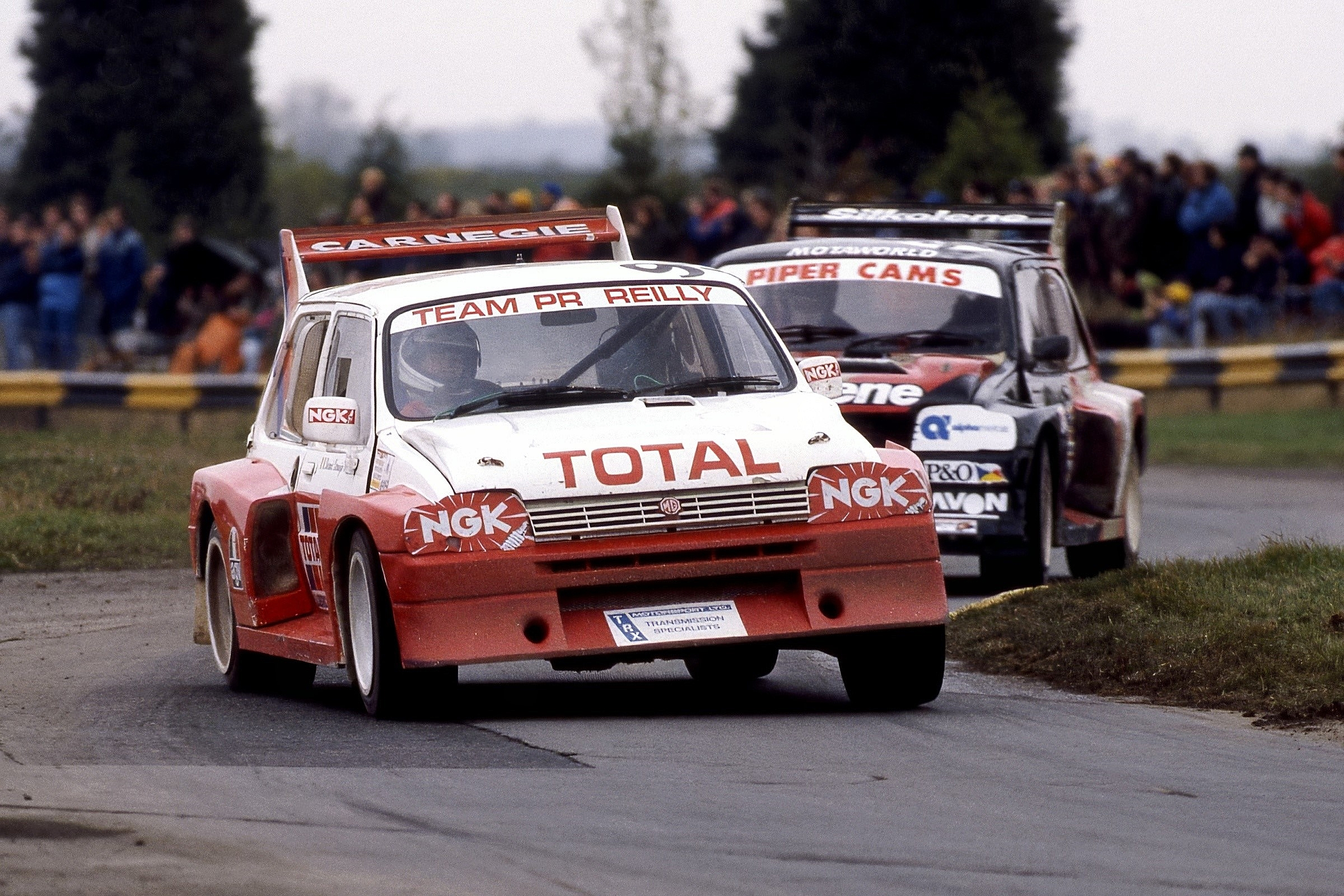
Beim Internations-Cup-Rallycross 1990 führt der Ire Dermot Carnegie im MG Metro 6R4 vor dem Briten Will Gollop im MG Metro 6R4 BiTurbo

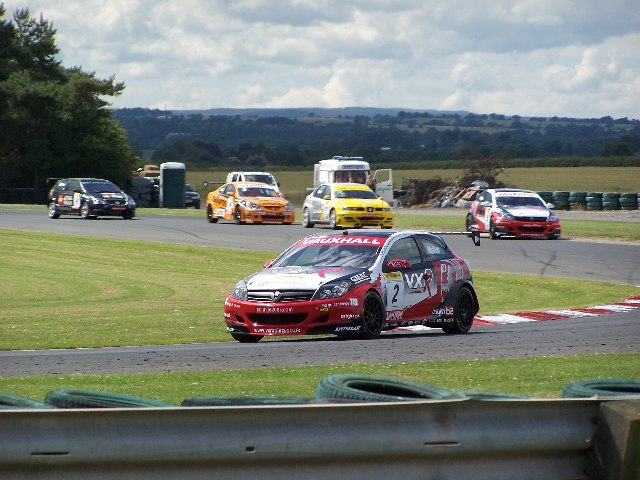
2005: BTCC-Rennen in Croft

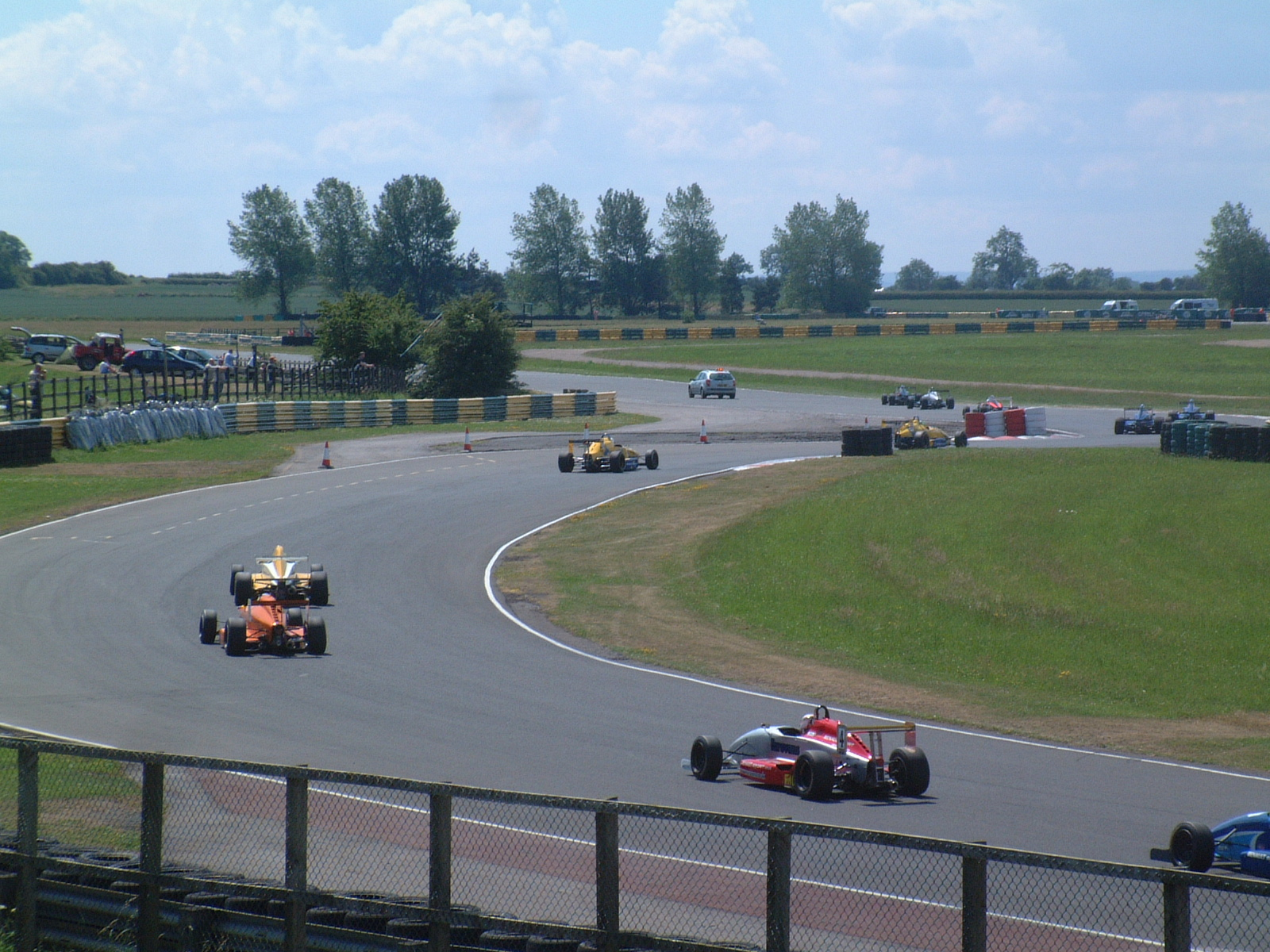
2005: Schikane des Croft Circuits bei einem Formel-Rennen

Die Geschichte des Motorsports in Croft reicht bis 1927 zurück. Aufgrund des Zweiten Weltkrieges wurde das Gelände zu einem RAF-Flugplatz, dem Croft Aerodrome, umfunktioniert. In den späten 1940ern und bis in die 1950er-Jahre hinein veranstaltete der Darlington & District Motor Club Rennsport-Meetings auf einer Neasham Circuit genannten, etwa 2,5 km langen Streckenführung, die die Start- und Landebahnen und die umliegenden Straßen nutzte. Nach dem Ende des Krieges wurde das Areal von dem Motorsportfan Bruce Ropner gekauft. Er stellte dort 1964 seine eigene 2,816 km lange Rennstrecke fertig, die die Grundzüge der heutigen Streckenführung bildete und in etwa das Layout eines Dreieckskurses hatte. Im August desselben Jahres wurde das erste Rennen gefahren, das von über 30.000 Zuschauern besucht wurde.
Mit der zunehmenden Popularität der in Südengland gelegenen Rennstrecken wie Lydden Hill Race Circuit und Brands Hatch entschied sich Ropner dazu, bereits im Dezember 1967 das erste Rallycross-Rennen auf dem Kurs zu veranstalten, nachdem dieser Motorsport erst im Februar 1967 in Lydden Hill seine Geburtsstunde erlebt hatte. Ab 1981 übernahm der lokale Landwirt George Shield die weitere Organisation der Rallycross-Rennen und präparierte in Zusammenarbeit mit dem Darlington & District Motor Club (DDMC) die Strecke speziell für diesen Motorsport. So wurde die Anlage u. a. zum Austragungsort der FIA-Internations-Cup-Läufe 1987 und 1990 (eine FIA-Europameisterschaft für Rallycross-Nationalteams, jährlich ausgetragen in einer Einzelveranstaltung) sowie der britischen Runde der FIA-Rallycross-Europameisterschaft 1994.
Nachdem bereits 1995 die Hawthorne Bend umgebaut wurde und eine temporäre Schikane für zwei Jahre in die Streckenführung integriert wurde, wurde 1997 die Strecke völlig umgebaut und erweitert. Es wurden u. a. neue Boxen und Zuschauerbereiche erbaut. Seitdem ist die Strecke Teil der British Touring Car Championship, bis 2011 auch der British Superbike Championship. In den Saisons 2007 und 2008 war Croft auch Austragungsort von Formel-3-Rennen.